# Zračna luka Šahid Ašrafi Isfahani
Zračna luka Šahid Ašrafi Isfahani (IATA kod: KSH, ICAO kod: OICC) smještena je nedaleko od grada Kermanšaha u zapadnom dijelu Irana odnosno Kermanšaškoj pokrajini. Nalazi se na nadmorskoj visini od 1311 m. Zračna luka ima jednu asfaltiranu uzletno-sletnu stazu dužine 3419 m, a koristi se za tuzemne letove. Zračni prijevoznici koji nude redovne letove u ovoj zračnoj luci uključuju Iran Air (iz/u: Mašhad, Teheran-Mehrabad), Iran Air Tours (iz/u: Mašhad), Iran Aseman Airlines (iz/u: Teheran-Mehrabad) i Mahan Air (iz/u: Bandar Abas, Teheran-Mehrabad).

## Vanjske poveznice
- (engl.) DAFIF, World Aero Data: OICC  Arhivirana inačica izvorne stranice od 18. siječnja 2005. (Wayback Machine)
- (engl.) DAFIF, Great Circle Mapper: KSH